# 特默尔凯尼
特默尔凯尼，是匈牙利琼格拉德州所辖的一个村。总面积53.91平方公里，总人口1812，人口密度33.6人/平方公里（2011年1月1日）。